# 琵岩山一松亭

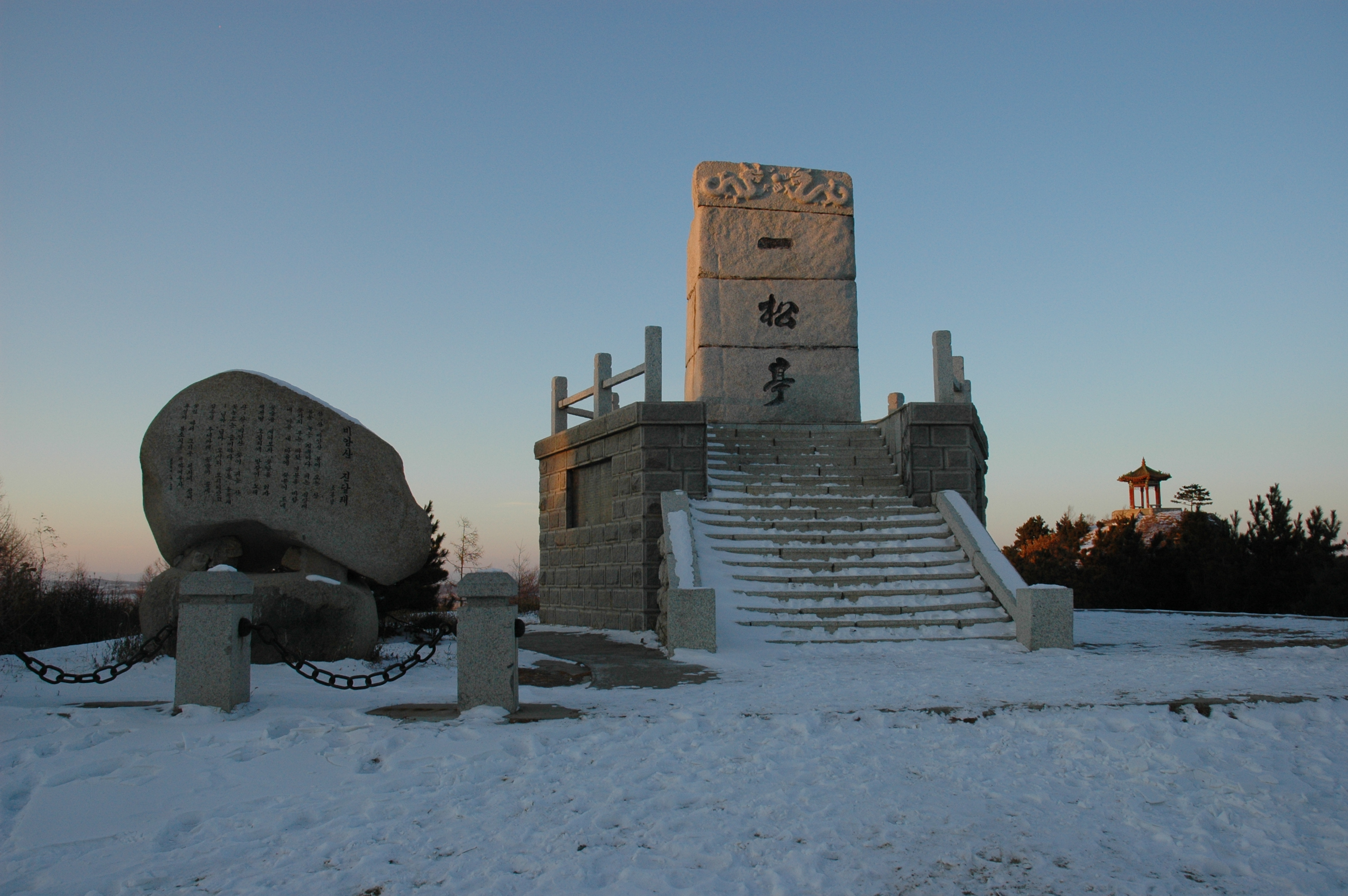
琵岩山一松亭

琵岩山一松亭（ひがんさんいっしょうてい、朝鮮語：비암산일송정）は、中国吉林省延辺朝鮮族自治州龍井市の郊外、西3キロに位置する、延辺を代表する観光地の一つ。かつて、琵岩山（495m、碧岩山との表記も見られる）の中腹（山頂と紹介する記事も多い）に生えていた一本松があずまや（亭子）のように見えたことから「一松亭」と呼ばれた。

## 龍井のシンボル
「一松亭」は人々に愛され、毅然と立つその姿から龍井や不屈の民族精神を表すシンボルともなっていった。樹木が鬱蒼と繁る琵岩山一帯は抗日運動家や共産党の活動場所だったこともあり、日本軍は1938年、射撃の的に使用、胡椒の粉を塗り、釘を打って枯れさせたと語り継がれている。
一方、中韓国交正常化前の韓国では、「一松亭の青松は年老いていけども」ではじまる歌曲「先駆者」（尹海栄作詞、趙斗南作曲）や、青山里戦闘（1920年）を描いた映画「一松亭の青松は」（監督：イ・ジャンホ　主演：ユン・ヤンハ、イ・ボヒ1983年製作／120分）などの影響もあり、満州の抗日独立運動の象徴としてその名が広く知られていた。

## 整備作業

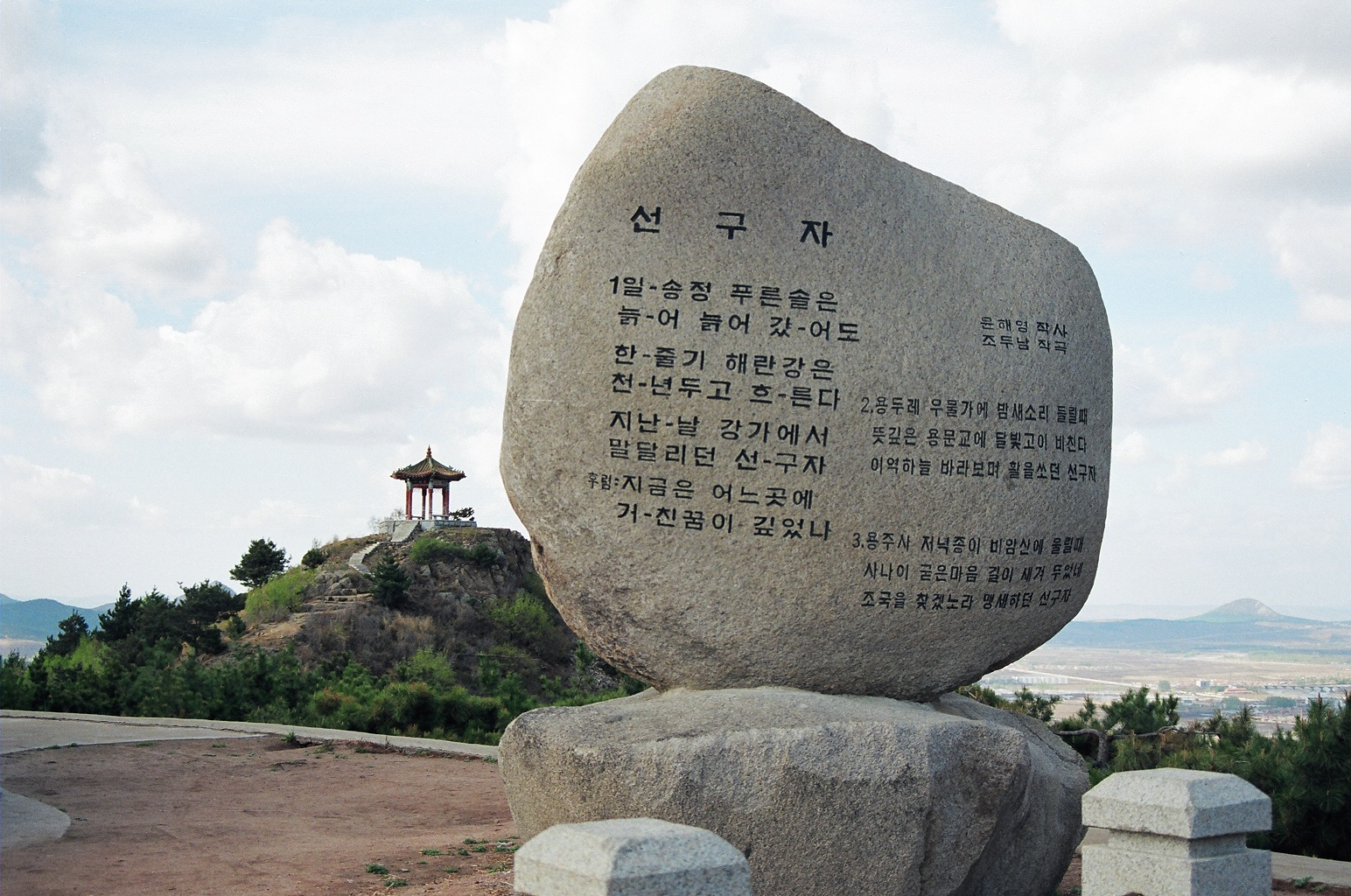
「先駆者」歌碑

中韓国交正常化を前後して多くの韓国人が延辺を訪問、歌曲「先駆者」で歌われた琵岩山にも足を運ぶようになり、韓国からの支援も受けながら、観光地としての整備が進んだ。
龍井市政府や社会団体等が松を復元するために1989年、90年、91年、2002年の計4回にわたり松を植えたものの、枯れたり何者かに斬られるなど失敗。2003年3月、龍井市と三・一三記念作業会が樹齢20年あまりの松を植え、移植に成功した。また、1923年に建立、延辺が共産化した頃に破壊された龍珠寺も麓に再建された。
歌曲「先駆者」は、韓国人の抗日独立運動に対するロマンチシズムを刺激、琵岩山一松亭の名を建国後の韓国で広めるのに大きな役割を果たしたが、作詞した尹海栄と作曲した趙斗南の「親日行跡」が明らかになるなか、韓国人が建立した歌碑が地元政府に削られるなどしている。
- 1991年、「先駆者塔」が建立される。
- 1992年7月中旬、「先駆者塔」が撤去される。
- 1996年、巨済地域の企業家が「故郷の春歌碑」を建立。
- 1999年8月8日、琵岩山中腹に「女性作家姜敬愛文学碑」が建てられる。
- 2000年6月、韓国の一企業家が「パンガプスムニダ歌碑」を建立。
- 2000年8月15日、龍井市海外聯誼会と韓国・釜山一松会が琵岩山の登り口に「琵岩山」碑を建立。
- 2002年4月1日、龍井市重点文物保護単位に指定。
- 2003年、韓国・慶尚南道の巨済市が龍井市と姉妹市関係を結んだことを記念、巨済地域の企業家の手によって一松亭に建てられた「先駆者歌碑」が削られる。
- 2003年10月、「パンガプスムニダ歌碑」、「故郷の春歌碑」の碑文が龍井市文化局の手で削られる。
- 2004年4月、龍井市は「先駆者歌碑」に「龍井讃歌」を、「故郷の春歌碑」に「琵岩山チンダルレ」を、「パンガスムニダ歌碑」に「龍」 の字を彫る。

## 事故
2021年5月7日、琵岩山のガラス歩道は暴風に遭った。一部のガラスは脱落したため、観光客1人は取り残された。

## ギャラリー

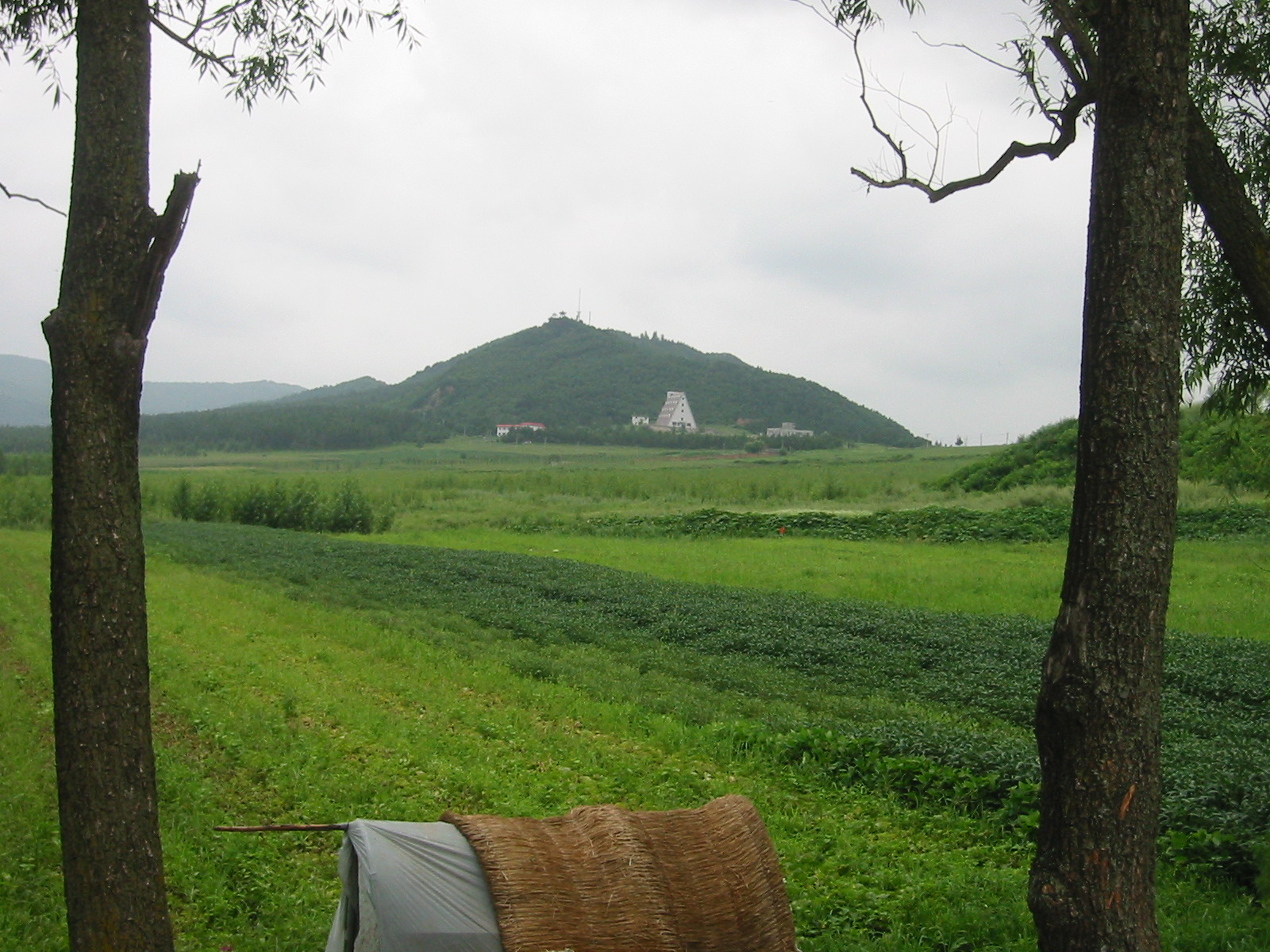
琵岩山の全景
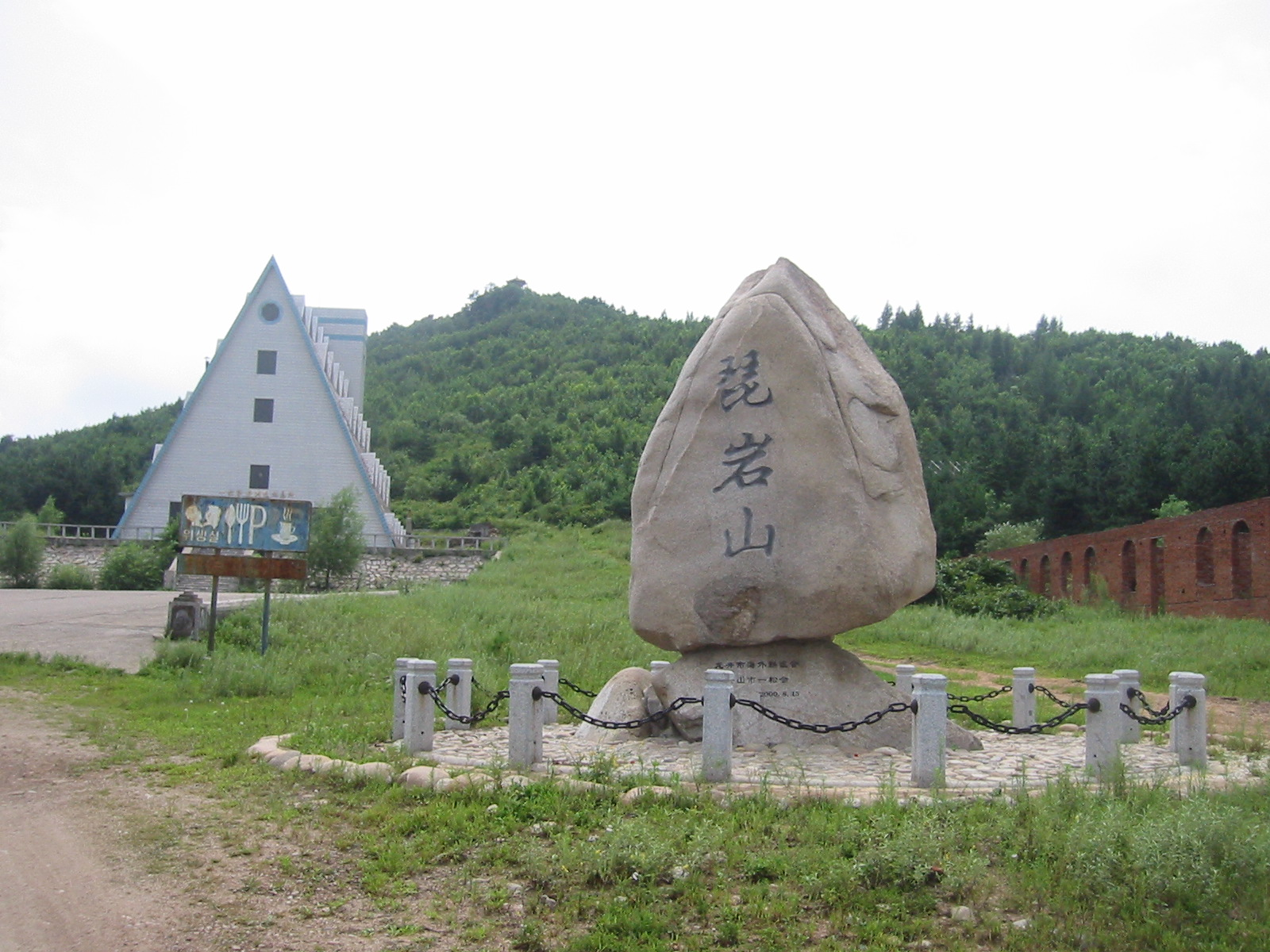
龍井市海外聯誼会と韓国・釜山一松会が建立した「琵岩山」碑
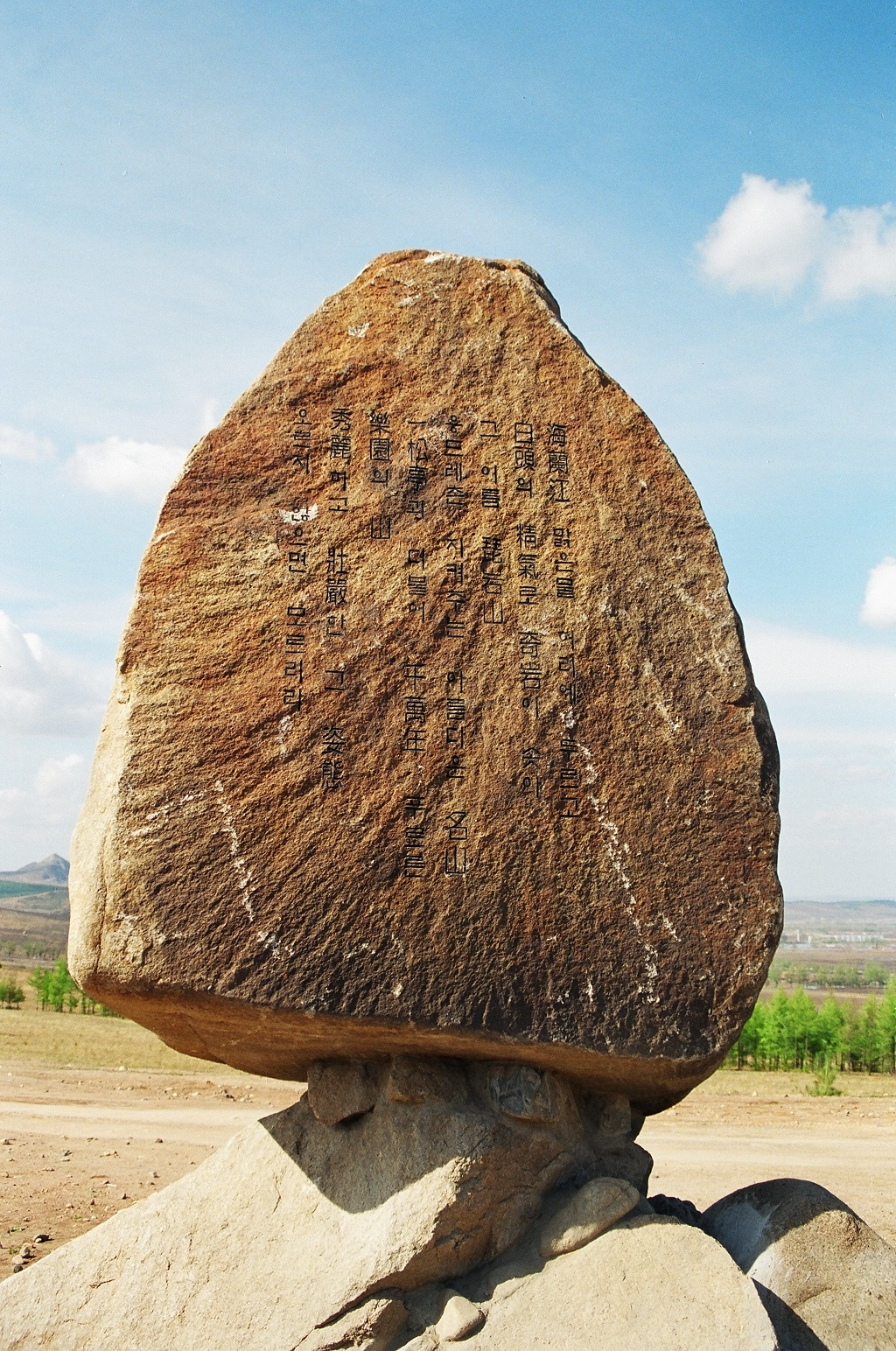
龍井市海外聯誼会と韓国・釜山一松会が建立した「琵岩山」碑
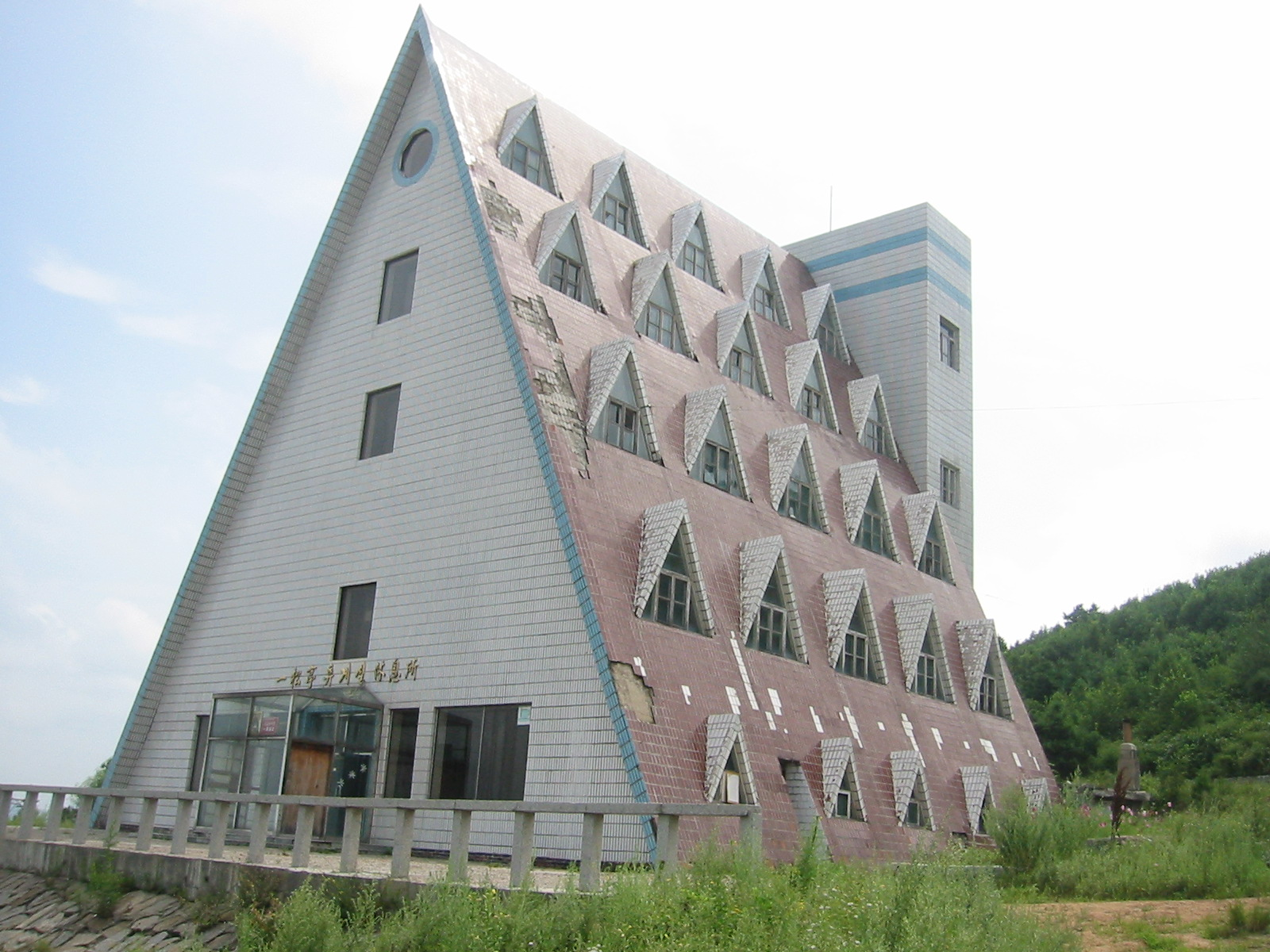
休憩所
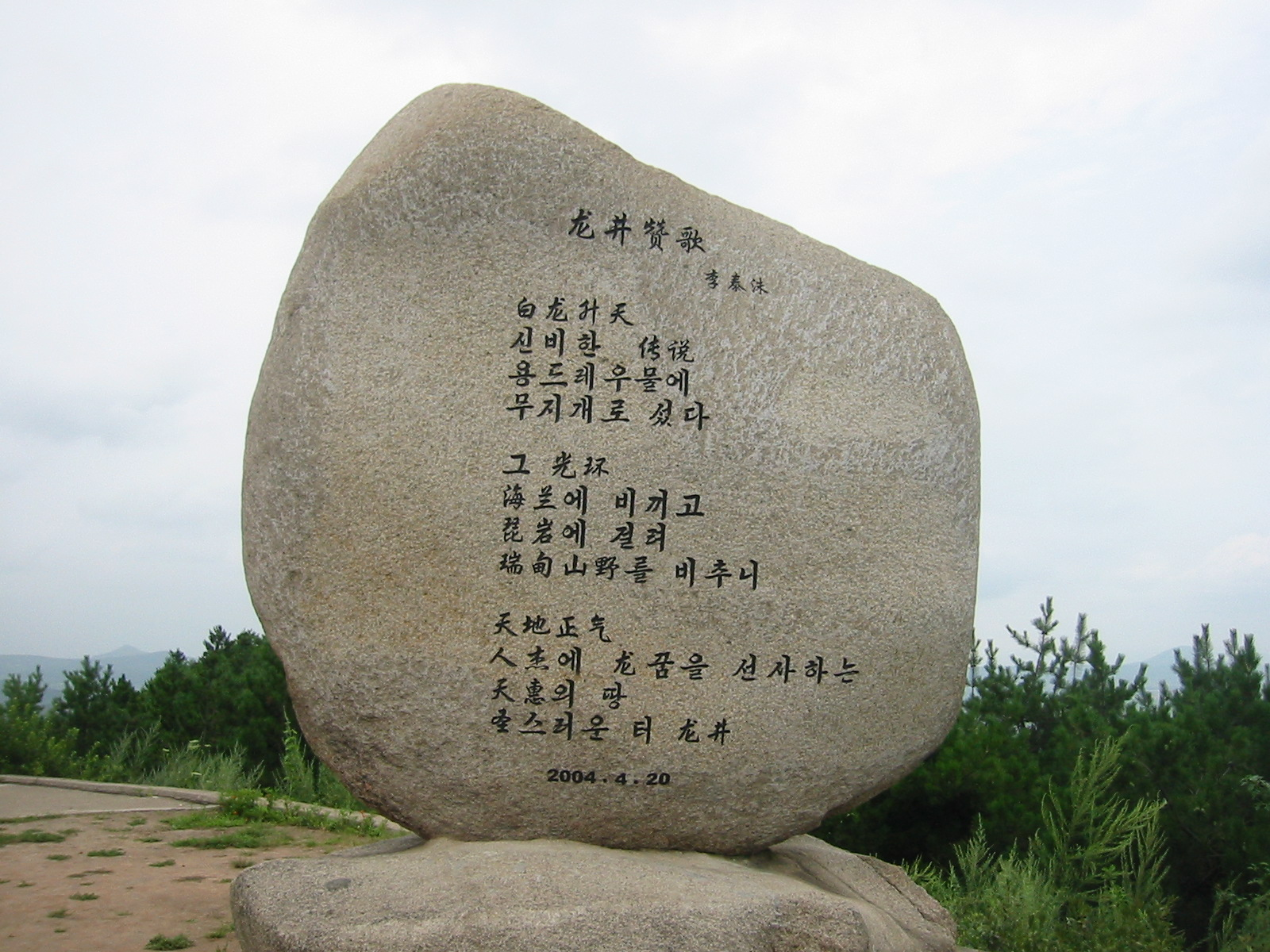
「先駆者歌碑」に新たに彫られた「龍井讃歌」
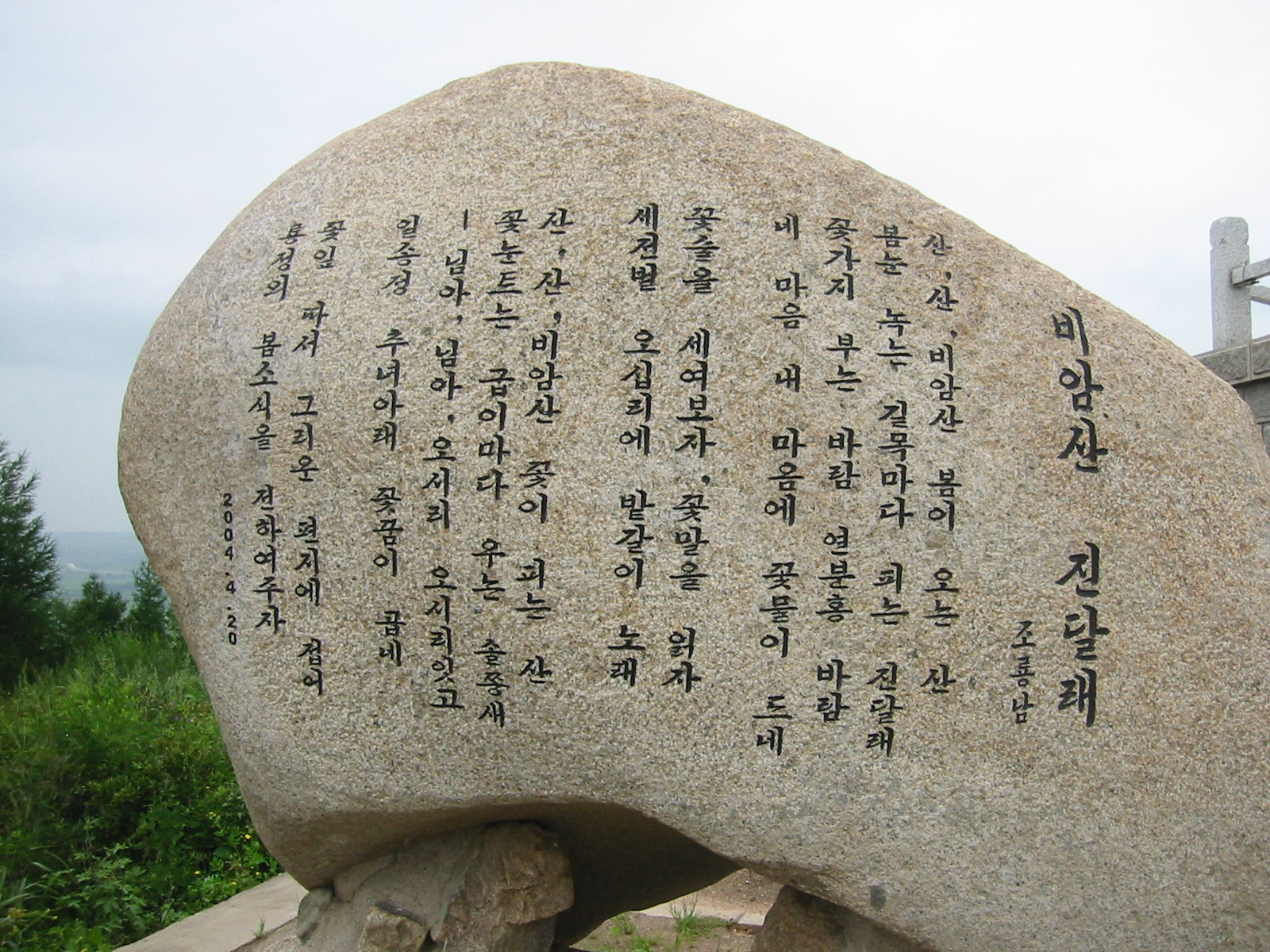
「故郷の春歌碑」に新たに彫られた「琵岩山チンダルレ」
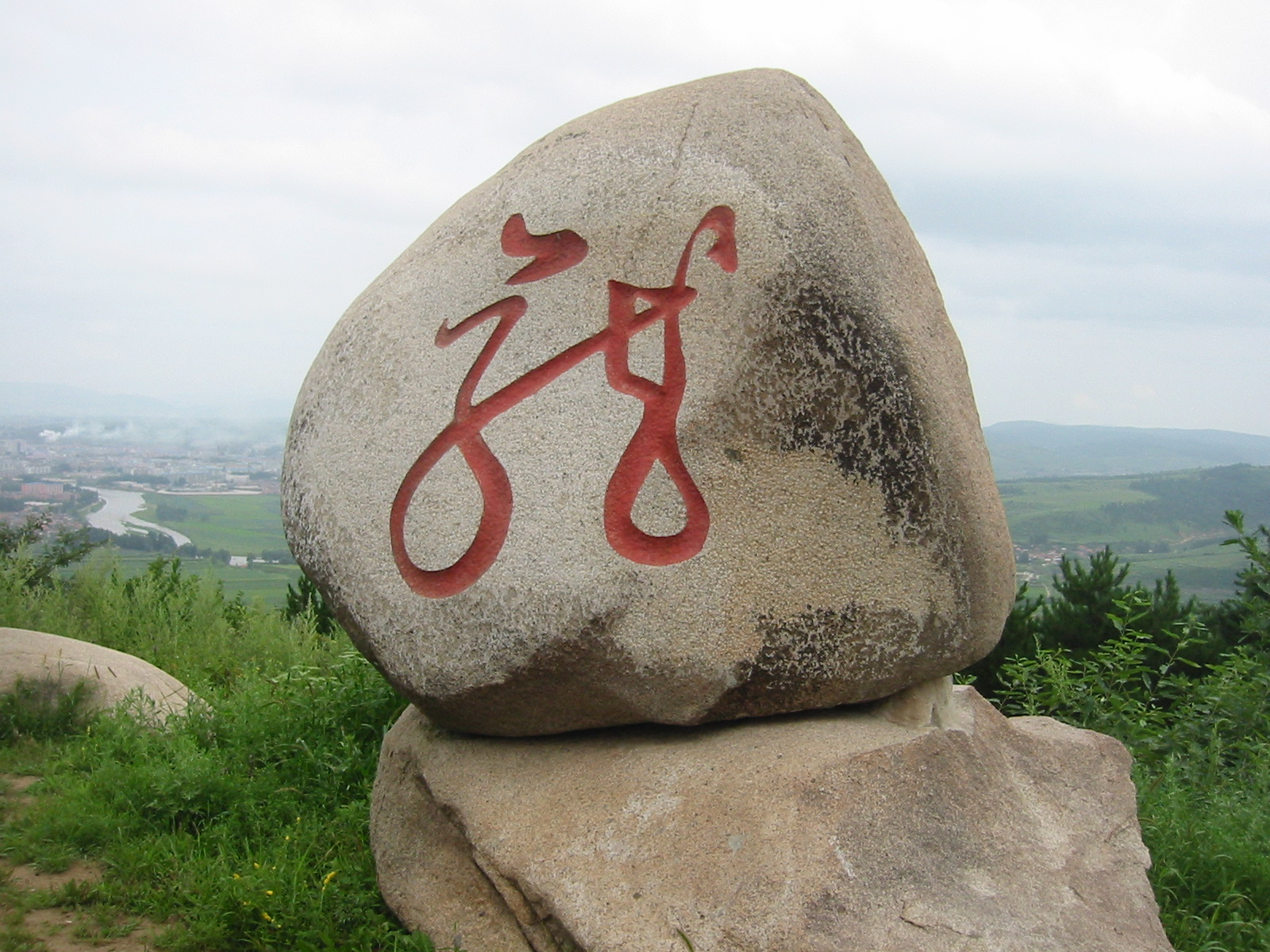
「パンガスムニダ歌碑」に新たに彫られた「龍」
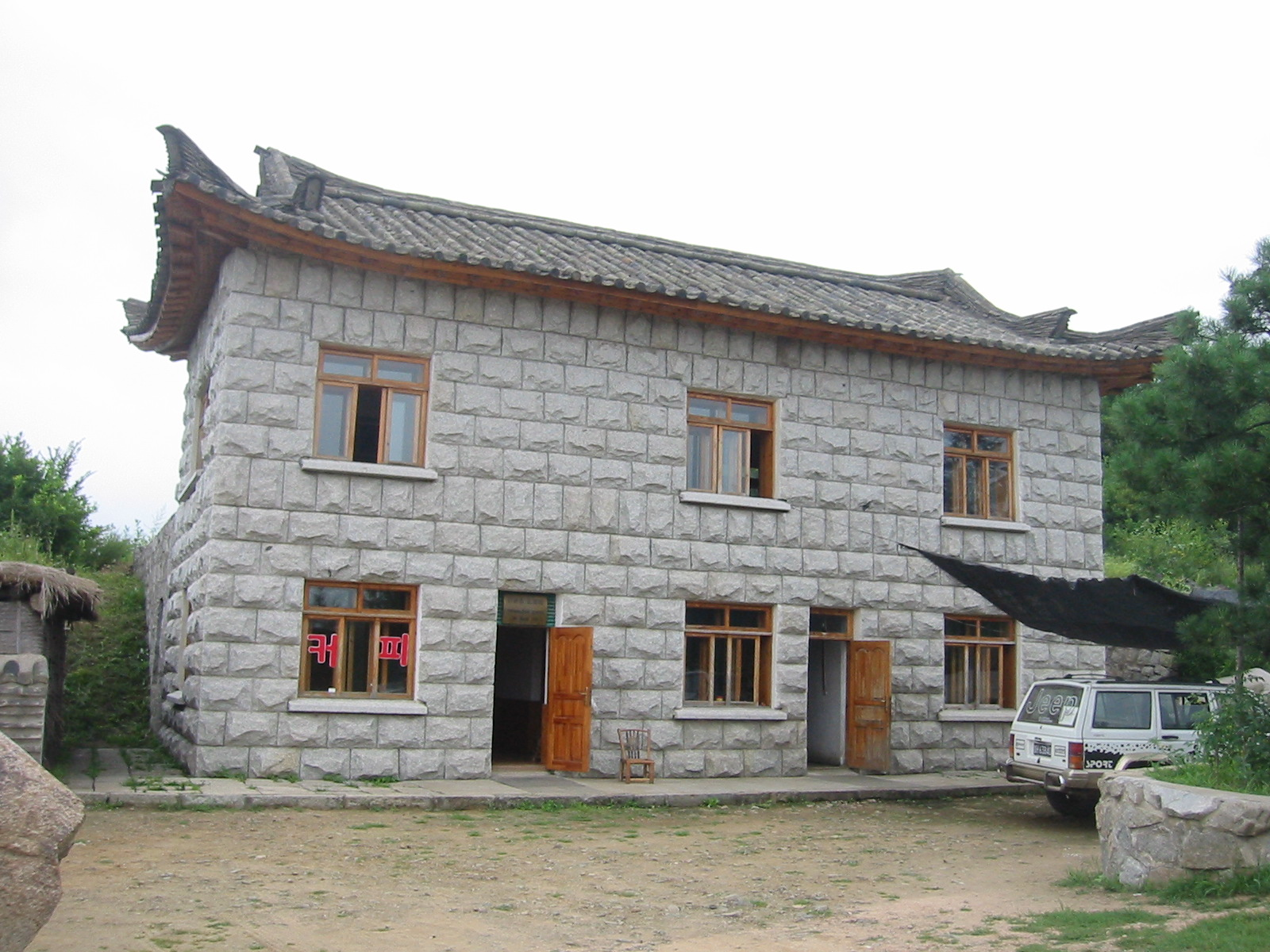
巨済市広報館。延辺と慶州南道・巨済市の関係が深いのは朝鮮戦争中の興南撤収作戦（1950年）によるもの。撤収作戦によって咸鏡道民10万名余が韓国・巨済に逃れたが、避難民とその後裔は、現在も故郷に帰ることができないため、故郷に比較的近く、咸鏡道からの移民が多い延辺に特別な想いを寄せている。
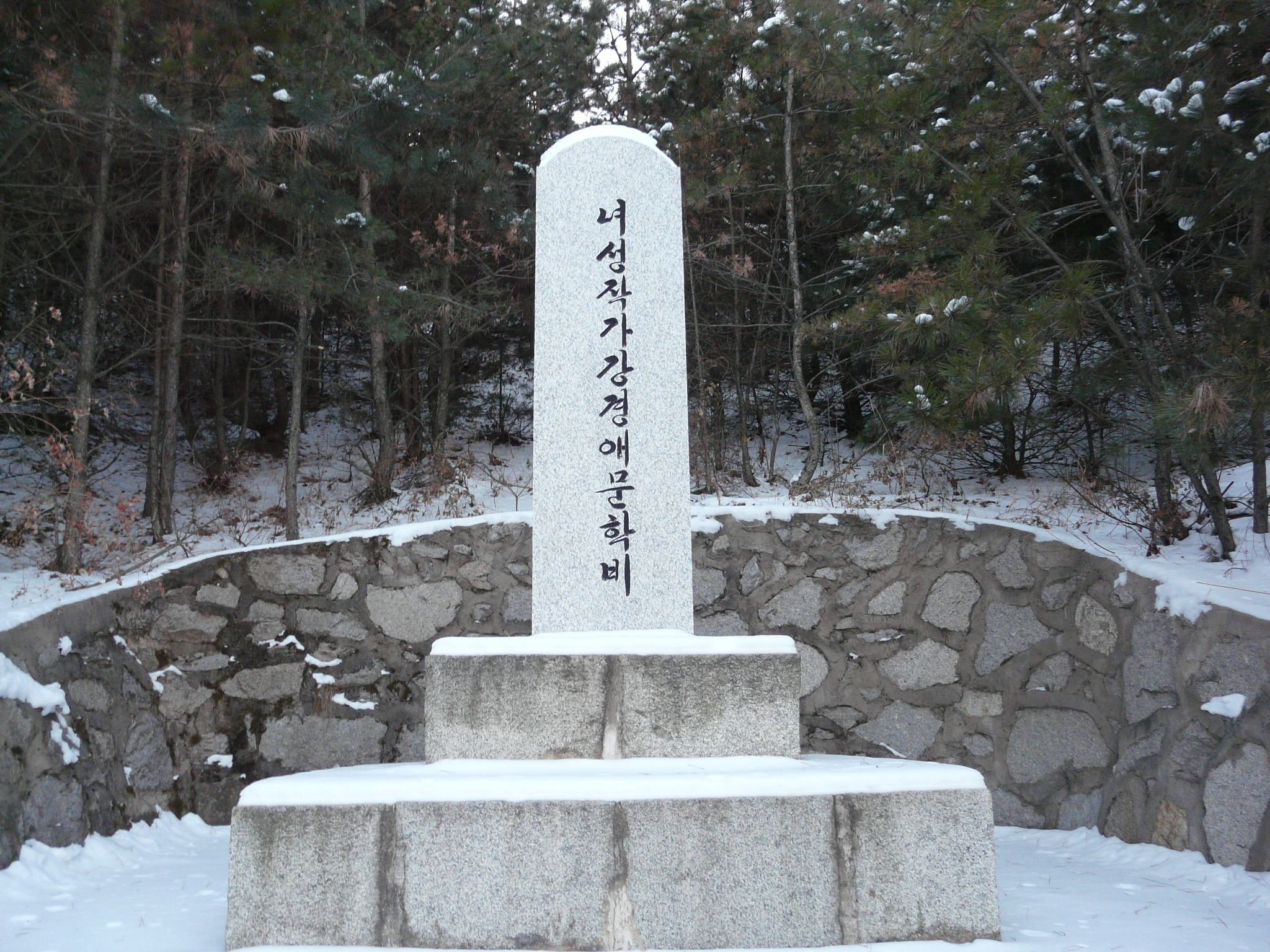
琵岩山中腹の「女性作家姜敬愛文学碑」
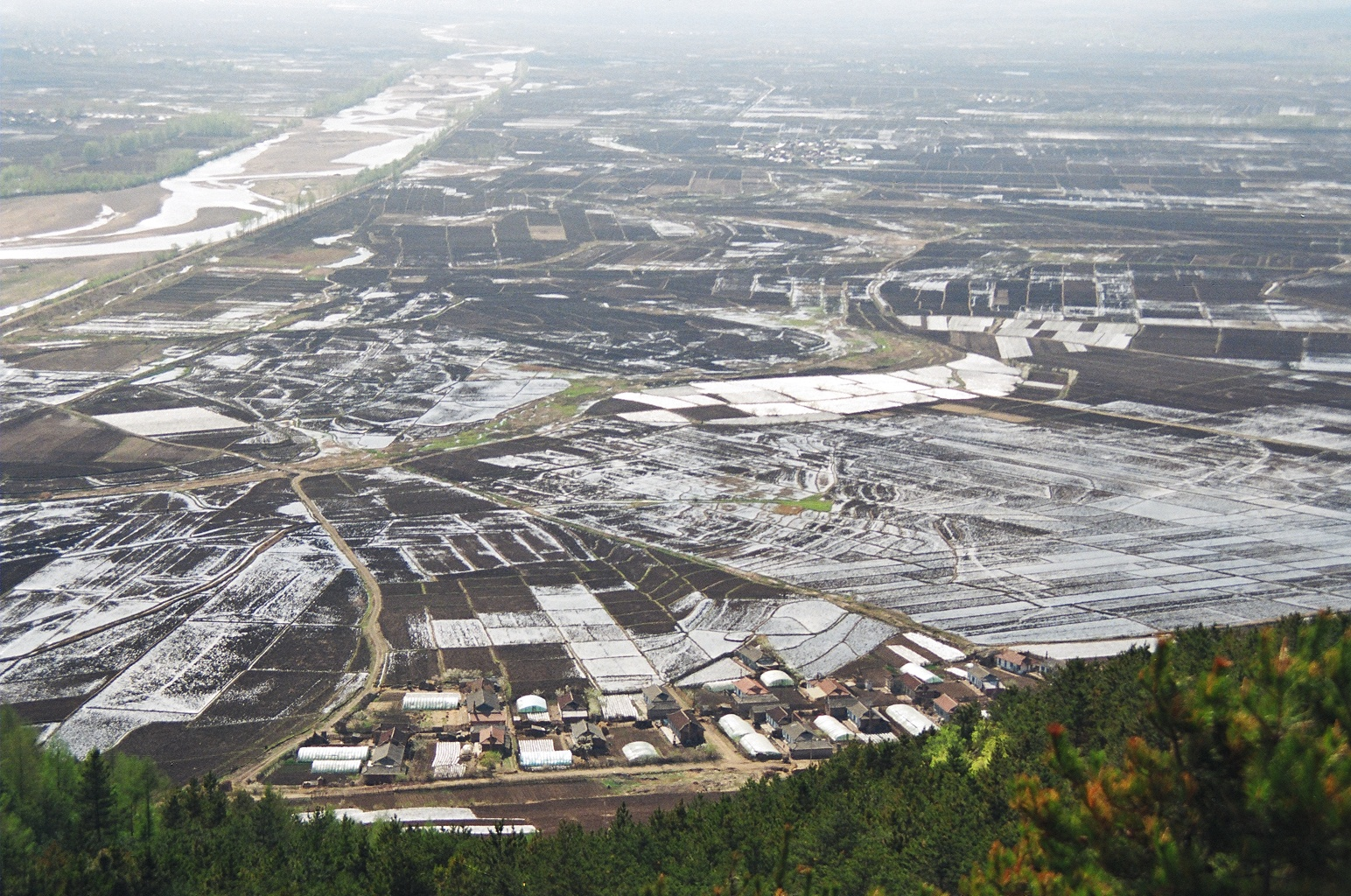
海蘭江と水田